# Giovanni Pallavera
Giovanni Pallavera (Cremona, 1818 – Milano, 1886) è stato un pittore italiano, noto principalmente per le sue rappresentazioni di genere in costume d'epoca..
Residente principalmente a Cremona, iniziò ad esporre a Milano, da studente, già nel 1847 e nei primi anni '50 dell'Ottocento dipinse alcuni soggetti di storia o letterari. Nel 1870 espone La famiglia di buon cuore. A Milano, nel 1872, espone: Gli ultimi tocchi, raffigurante un pittore del Cinquecento in azione; La Ritrosia di una modella; Lucia ringrazia l'Innominato; L'amore alla lettura; nel 1881 a Milano, espose Passeggiate sentimentali; Colla Nonna. Inviò ad un concorso del 1883 a Milano: Contadinella con giovenca; Briansuola mezza figura; Costume Campagna Romana; e Paese; nel 1883 a Roma espose Le Carezze alla mamma e La lezione di calze.
Dipinse anche alcuni soggetti sacri, si ricordano ad esempio i suoi dipinti nella Quadreria dell'Ospedale Maggiore e per l'Istituto dei Ciechi.